# Obrigheim, Baden-Württemberg
Obrigheim är en kommun och ort i Neckar-Odenwald-Kreis i regionen Rhein-Neckar i Regierungsbezirk Karlsruhe i förbundslandet Baden-Württemberg i Tyskland.
Kommunen ingår i kommunalförbundet Mosbach tillsammans med staden Mosbach och kommunerna Elztal, och Neckarzimmern.